# Palaquium masuui
Palaquium masuui är en tvåhjärtbladig växtart som beskrevs av Pieter van Royen. Palaquium masuui ingår i släktet Palaquium och familjen Sapotaceae. Inga underarter finns listade i Catalogue of Life.